# エリダヌス座EF星
エリダヌス座EF星（エリダヌスざEFせい、EF Eridani）は、エリダヌス座にある強磁場激変星（ポーラー）と呼ばれるタイプの変光星で、白色矮星と亜恒星天体からなる連星系である。この恒星の視等級は、発見以降13.7等級から18.4等級の間で変化しているが、1997年以降は暗い状態が続いている。

## 発見
最初にこの天体が記録されたのは、アリエル5号による掃天観測で作成された2AX線源カタログで、2A 0311-227というカタログ名が付与された。1979年、2A 0311-227に対応する可視光源が特定され、そのスペクトルを観測した結果、ヘルクレス座AM星によく似ていることがわかり、ヘルクレス座AM星、おおぐま座AN星、とも座VV星に続き、4番目に発見されたポーラーとなった。すぐに、可視光での変光も確認され、変光星名も付与されてエリダヌス座EF星となった。

## 変光
発見からおよそ20年間、明るさの変化は14等級から15等級の範囲に収まっていた。可視光、X線、赤外線で変光が確認されている。X線では、主星への質量降着領域が出どころとみられるサイクロトロン放射も観測された。
ところが、1997年にエリダヌス座EF星は光度が下がって「低調期」に入り、その後は時々短期的に明るくなる以外は、17等級から18等級に低迷する状態が続いている。低調期には、伴星から主星への質量移動がほとんど起こっていないが、降着流からのX線放射や、降着領域のサイクロトロン放射による赤外線は検出されており、何らかの降着は続いている可能性がある。

## 星系
白色矮星の主星Aと、亜恒星天体の伴星Bからなる連星系で、公転周期が約81分、公転軌道の傾斜角が約55°と見積もられている。
スピッツァー宇宙望遠鏡による中間赤外線の観測から、連星系全体を取り巻く薄い星周塵の円盤が存在すると考えられる。

### エリダヌス座EF星A
ポーラーの白色矮星は、通常の白色矮星に比べて磁場が強い。エリダヌス座EF星Aの磁場は、ゼーマン効果によるスペクトル線の分離から、14メガガウスと推定されており、非常に強力だが、ポーラーの白色矮星の中では弱い方である。
スペクトルの分析から、表面温度は9,500ケルビンと推定され、これも白色矮星としては低い方であり、白色矮星となってから長い時間、ある推計では9億から20億年が経過し、ここまで冷えたと考えられる。
紫外線での観測から、エリダヌス座EF星Aの上には高温領域があると推定される。高温領域の中心部分の温度はおよそ15,000Kで、白色矮星表面の1割程度に広がっているとみられる。

### エリダヌス座EF星B
白色矮星の周りを公転する亜恒星天体のエリダヌス座EF星Bは、スペクトル型がL5と推定される、褐色矮星のような天体である。
かつては恒星だった天体が、外層の水素気体部分のほとんどが白色矮星に移動し、核融合を続けるには小さすぎる約0.06太陽質量のヘリウム核が残ったと予想される。惑星、褐色矮星、白色矮星のいずれとも異なった組成を持ち、このような恒星残骸が当てはまる分類はない。
約5億年前、300万kmの距離にまで近づいた時に、エリダヌス座EF星Bの物質が白色矮星へ流出し始め、伴星との距離はどんどん近くなり、現在はわずか70万kmしか離れていないと推測されている。
似たような恒星残骸としては、パルサーPSR J1719-1438の周囲を公転するPSR J1719-1438 bが知られている。